# Alberto Cencelli
Alberto Cencelli (Fabrica di Roma, 21 aprile 1860 – Fabrica di Roma, 15 luglio 1924) è stato un politico e agronomo italiano. 
Fu nominato senatore del regno d'Italia nel 1909.

## Biografia
Alberto Cencelli Perti nasce a Fabrica di Roma dal conte  Giuseppe Cencelli Perti (1819-1899) e dalla nobile Albina Polidori (1831-1915) in una famiglia di proprietari terrieri e agricoltori.
Il 6 giugno 1888 sposò a Fabrica di Roma Vittoria Orsolini Marescotti, che gli diede quattro figli: Amedeo Wladimiro Cencelli Perti (1891-1917), tenente di vascello, morto nei cieli di Venezia alla guida del suo aereo, medaglia d'argento alla memoria; Mary; Fernando (1892-1966); e Valentino Orsolini Cencelli (1898-1971).
Si laureò in Giurisprudenza nel 1893 e divenne avvocato. 
Studioso dell'agricoltura e delle classi agricole in Italia, propose in più riprese l'idea che nelle terre demaniali, nei latifondi incolti o nelle paludi bonificate, fosse costituita una proprietà collettiva a beneficio dei contadini più poveri e che il corretto utilizzo delle terre interne fosse l'unico valido strumento di contrasto all'emigrazione. 
Produsse una ampia pubblicistica su temi di natura sociale e riguardanti la politica agraria. Scrisse trattati sulla proprietà collettiva, l'affrancazione dei diritti d'uso nelle ex provincie pontificie, gli effetti del catasto sull'economia agraria dello Stato. Pubblicò anche diversi testi di agronomia, sulla viticultura e fu anche autore di un manuale Hoepli di macchine agricole, edito nel 1889.
Nel 1893, fu eletto fu consigliere provinciale di Roma per il mandamento di Civita Castellana.
Nel 1905 fu eletto presidente della Deputazione provinciale di Roma, carica che tenne fino al 1914. 
Negli anni di presidenza della Deputazione, curò diversi aspetti dell'amministrazione, quali la sistemazione del bilancio, la modernizzazione dell'ente nel campo dell'assistenza ospedaliera, della previdenza agraria, delle istituzioni scolastiche e di beneficenza. Curò anche la razionalizzazione del collegamento stradale e ferroviario.
All'interno di una politica ospedaliera ampia e articolata l'opera più rilevante realizzata sotto la sua presidenza fu la costruzione del nuovo manicomio provinciale di Santa Maria della Pietà iniziata nel 1910.
Il 4 aprile 1909 fu nominato senatore del Regno. Dal 1918 al 1921 ricoprì la carica di segretario dell'Ufficio di presidenza del Senato.
Fu presidente o membro di numerose commissioni, fra le altre: Commissione per la revisione delle forniture di guerra, Commissione per la riforma della legislazione sull'agro romano, Commissione pel debito pubblico, Commissione parlamentare di vigilanza sulla Cassa dei depositi e prestiti, Commissione per la riforma del patrimonio ecclesiastico, Commissione per il piano regolatore delle borgate rurali.
Fu presidente della Società per le Condotte d'acqua, del Consiglio d'amministrazione della succursale di Roma del Monte dei Paschi di Siena,  delle Cattedre ambulanti di agricoltura, dell'Azienda elettrica municipale di Roma.